# Kapshi
Kapshi fou un petit estat tributari protegrit de l'Índia, a 62 km al sud de Kolhapur, amb una població de 3.414 habitants (1881). L'ancestre fou Shrimant Senapati Malojirao Ghorpade mort a la batalla de Sangmeshwar contra els mogols, el fill del qual, un famós general maratha, va rebre el títol de senapati i fou el primer que va governar a Kapshi a la segona meitat del segle XVII.

## Llista de senapatis
- Senapati SANTAJIRAO MALOJIRAO GHORPADE I ?-1696
- Senapati PIRAJIRAO SANTAJIRAO GHORPADE 1696-
- Senapati RANOJIRAO PIRAJIRAO GHORPADE I
- Senapati SANTAJIRAO GHORPADE II
- Senapati RAMCHANDRARAO SANTAJIRAO GHORPADE I
- Senapati SANTAJIRAO RAMCHANDRARAO GHORPADE II
- Senapati RAMCHANDRARAO SANTAJIRAO GHORPADE II ?-1857
- Senapati SANTAJIRAO RAMCHANDRARAO GHORPADE III 1857-1889
- Senapati JAISINHRAO LAKSHMANRAO GHORPADE I 1889-?
- Senapati SANTAJIRAO GHORPADE IV
- Senapati JAISINGHRAO SANTAGIRAO GHORPADE II